# Iva Nazalević Čučević
Iva Nazalević Čučević (Banja Luka, 1979.) hrvatska je jezikoslovka. Zaposlena je na Katedri za hrvatski standardni jezik Odsjeka za kroatistiku na Filozofskome fakultetu Sveučilišta u Zagrebu.

## Životopis
Rođena je 1979. u Banjoj Luci (Bosna i Hercegovina). Nakon progona iz Banje Luke 1992. u Zagrebu završava osnovnu školu i gimnaziju. Godine 2005. na Filozofskome fakultetu Sveučilišta u Zagrebu završila je studij Kroatistike i Slavistike – Makedonistiku i Slovenistiku. Od 2005. do 2007. radila je kao lektorica hrvatskoga jezika i književnosti na Filološkome fakultetu Blaže Koneski Sveučilišta Sv. Kiril i Metodij u Skoplju. Od 1. veljače 2009. zaposlena je kao znanstvena novakinja na Odsjeku za kroatistiku pri Katedri za hrvatski standardni jezik. Doktorsku disertaciju Kontrastivna analiza sintaktičke negacije u hrvatskome i makedonskome jeziku obranila je 2015. Od 2. prosinca 2020. u znanstveno-nastavnom je zvanju docenta pri Katedri za hrvatski standardni jezik Odsjeka za kroatistiku. Izvodi nastavu iz kolegija Hrvatski standardni jezik – Sintaksa, Sintaksa padeža i Jezične vježbe II. Od 2009. do 2013. bila je suradnica na znanstveno-istraživačkom projektu Metodologija i izrada udžbenika i testiranja za hrvatski kao drugi i strani jezik (130-0000000-3623). Od 1. veljače 2020. suradnica je na četverogodišnjem istraživačkom projektu Sintaktička i semantička analiza dodataka i dopuna u hrvatskom jeziku (SARGADA, 2019-04-7896), koji financira Hrvatska zaklada za znanost. Bavi se hrvatskom sintaksom te usporednim proučavanjima sintakse hrvatskoga i južnoslavenskih jezika, u prvome redu makedonskoga. Znanstveni joj je fokus na temama iz područja gramatičkoga ustroja rečenice, sintakse padeža i sintaktičke negacije. Sintaktička negacija tema je njezine znanstvene monografije Sintaktička negacija – Usporedna analiza sintaktičke negacije u hrvatskome i makedonskome jeziku (Zagreb: Hrvatska sveučilišna naklada, 2016). Posvećena je i temama inojezičnoga hrvatskoga. Izlagala je na dvadesetak znanstvenih i stručnih skupova u Hrvatskoj i inozemstvu. Autorica je i suautorica dvadesetak znanstvenih i stručnih radova i poglavlja u knjigama. Članica je Hrvatskoga filološkoga društva.